# Hörsingen
Hörsingen ist ein Ortsteil der Stadt Oebisfelde-Weferlingen im Landkreis Börde in Sachsen-Anhalt.

## Geografie
Hörsingen liegt ca. 8 km südöstlich von Weferlingen zwischen Lappwald und Drömling. In der Nähe des Ortes, im Hödinger Wald, liegt das aufgegebene Dorf Nievoldhagen.
Als Wohnplätze der Gemeinde waren ausgewiesen:
- Stemmerberg
- Ziegelei

## Geschichte
Hörsingen, ursprünglich Horsigge, wurde erstmals im Jahr 1112 erwähnt. 1261 findet ein weiteres Hörsingen in der Gegend Erwähnung (in utroque Horsigge), das wüst gefallen sein muss.
Von 1994 bis zum 1. Januar 2005 gehörte Hörsingen zur Verwaltungsgemeinschaft Weferlingen von 2005 bis zum 31. Dezember 2009 zur Verwaltungsgemeinschaft Flechtingen.
Durch einen Gebietsänderungsvereinbarung beschlossen die Gemeinderäte der Gemeinden Stadt Oebisfelde (am 27. Mai 2009), Bösdorf (am 26. Mai 2009), Eickendorf (am 28. Mai 2009), Etingen (am 26. Mai 2009), Kathendorf (am 19. Mai 2009), Rätzlingen (am 27. Mai 2009), Eschenrode (am 28. Mai 2009), Döhren (am 28. Mai 2009), Hödingen (am 20. Mai 2009), Hörsingen (am 27. Mai 2009), Schwanefeld (am 25. Mai 2009), Seggerde (am 26. Juni 2009), Siestedt (am 28. Mai 2009), Walbeck (am 28. Mai 2009) und der Flecken Weferlingen (am 19. Mai 2009), dass ihre Gemeinden aufgelöst und zu einer neuen Stadt Oebisfelde-Weferlingen vereinigt werden. Dieser Vertrag wurde vom Landkreis als unterer Kommunalaufsichtsbehörde genehmigt und trat am 1. Januar 2010 in Kraft.
Nach Umsetzung der Vereinigungsvereinbarung der bisher selbstständigen Gemeinde Hörsingen wurde Hörsingen Ortsteil der neuen Stadt Oebisfelde-Weferlingen. Für die eingeflossene Gemeinde wurde die Ortschaftsverfassung nach den §§ 86 ff. Gemeindeordnung Sachsen-Anhalt eingeführt. Die aufgenommene Gemeinde Hörsingen und künftige Ortsteil Hörsingen wurde zur Ortschaft der neuen Stadt Oebisfelde-Weferlingen. In der eingeflossenen Gemeinde und nunmehrigen Ortschaft Hörsingen wurde ein Ortschaftsrat mit acht Mitgliedern einschließlich Ortsbürgermeister gebildet.

## Politik
Der ehrenamtliche Bürgermeister Peter Schorlemmer war vom 6. Mai 2001 bis zum 31. Dezember 2009 im Amt und ist seitdem Ortsbürgermeister.

### Ortschaftsrat
Laut der letzten Kommunalwahl am 7. Juni 2009 hatte der Gemeinderat zehn Mitglieder. Aufgrund der Stadtgründung von Oebisfelde-Weferlingen wurde der Gemeinderat automatisch zum Ortschaftsrat. Die Wahlbeteiligung lag bei 43,6 %. Die Wahl brachte folgendes Ergebnis:
|  | Einzelbewerber | 6 Sitze | (59,9 %) |
|  | SPD            | 2 Sitze | (18,0 %) |
|  | CDU            | 1 Sitz  | (13,9 %) |
|  | Die Linke      | 1 Sitz  | (8,2 %)  |

2014 wurde ein Ortschaftsrat mit sechs Mitgliedern gewählt, ein Sitz blieb unbesetzt. Daneben gehört der Ortsbürgermeister als Vorsitzender dem Ortschaftsrat an.

## Kultur und Sehenswürdigkeiten

### St.-Stephanus-Kirche
Die evangelische St.-Stephanus-Kirche in Hörsingen besitzt eine romanische Architektur, sie ist ursprünglich an ein benachbartes Kloster angegliedert gewesen. Ihre Glocke aus dem 12. Jahrhundert gehört zu den ältesten erhaltenen Kirchenglocken Deutschlands. Im Jahr 1683 wurde das Kirchenschiff nach Osten hin auf barocke Weise verlängert und der Taufengel und Altar sind entstanden. 2006 wurde die Mauer um das Pfarrhaus mit den alten Steinen neu aufgebaut und das Kirchenumfeld ist neu gestaltet worden.

## Religionen
Die evangelisch-lutherische Kirche (siehe auch „Kultur und Sehenswürdigkeiten“) gehört zum Pfarrbereich Bülstringen, in der Region Mitte des Kirchenkreises Haldensleben-Wolmirstedt der Evangelischen Kirche in Mitteldeutschland.

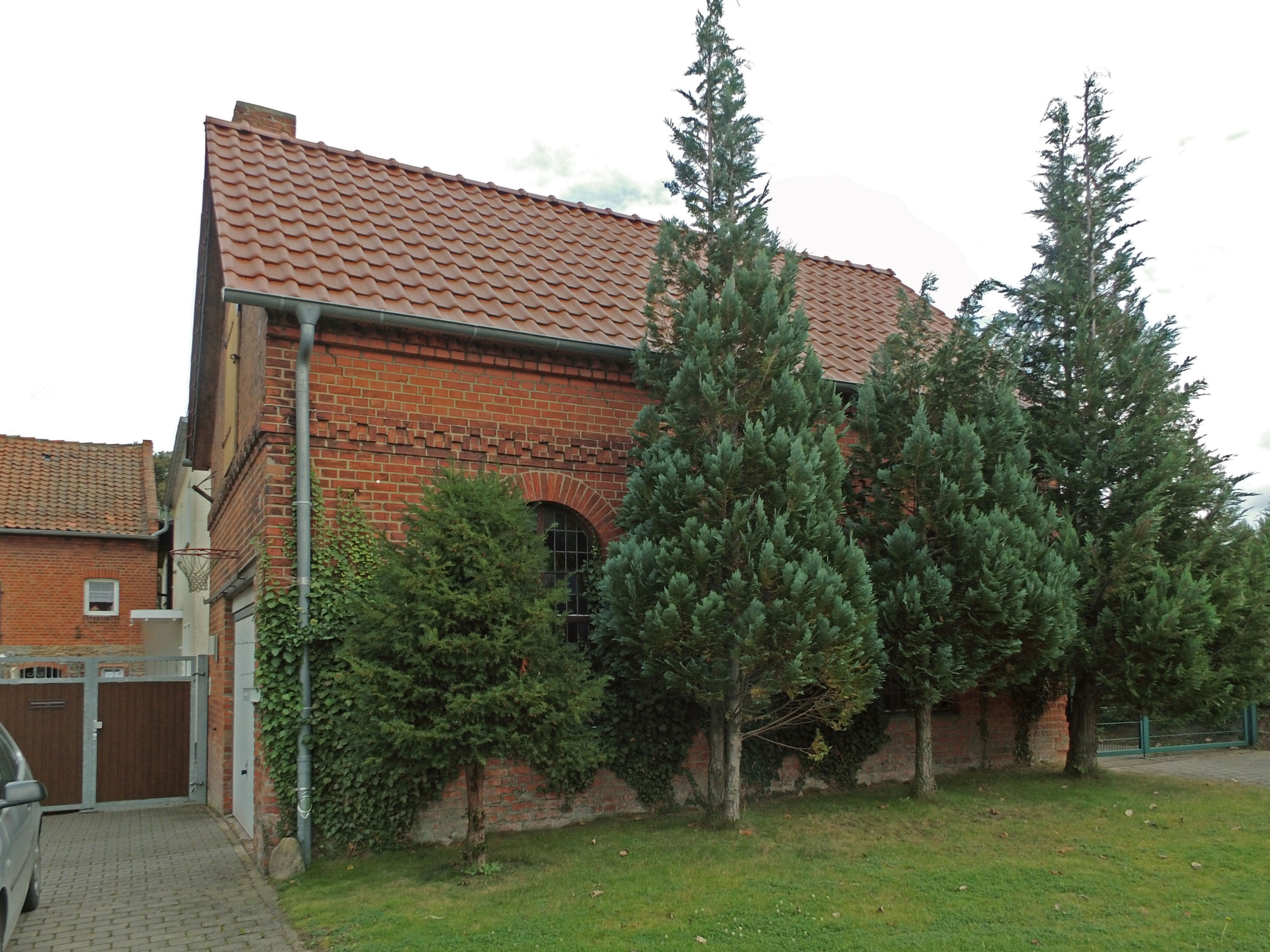
Ehemalige Emmauskapelle

Da sich infolge des Zweiten Weltkriegs durch den Zuzug von Heimatvertriebenen aus den Ostgebieten des Deutschen Reiches wieder Katholiken im seit der Reformation evangelischen Hörsingen angesiedelt hatten, erfolgte 1967 der Umbau einer ehemaligen Schmiede zu einer Kapelle. 1968 wurde sie als „Emmauskapelle“ eingeweiht, ein Wandbehang zeigte die Emmausjünger. 1992 wurde die Kapelle aufgegeben, da sich die Zahl der Katholiken wieder verringert hatte. Heute ist die Kirche „St. Josef und St. Theresia vom Kinde Jesu“ im rund acht Kilometer entfernten Weferlingen das nächstgelegene katholische Gotteshaus. Die ehemalige Emmauskapelle wird heute profan genutzt.

## Verkehr
Zur Bundesstraße 1, die Braunschweig mit Berlin verbindet, sind es in südlicher Richtung rund neun Kilometer. Die Bundesautobahn 2 (Anschlussstelle Alleringersleben) wird nach zwölf Kilometern erreicht.
Hörsingen liegt an der ausschließlich im Güterverkehr befahrenen Bahnstrecke Haldensleben–Weferlingen.